# Atylomyia mesnili
Atylomyia mesnili là một loài ruồi trong họ Tachinidae.